# Allein zu dir, Herr Jesu Christ
Allein zu dir, Herr Jesu Christ (En toi seul, Seigneur Jésus-Christ), (BWV 33), est une cantate religieuse de Jean-Sébastien Bach composée à Leipzig en 1724.

## Histoire et livret
Felix Mendelssohn possédait l'autographe de cette cantate et la donna à l'un de ses proches, le théologien Julius Schubring. Cette partition est restée dans la famille et aujourd'hui détenue par le Dr Walther Schubring.
Bach compose la cantate lors de sa deuxième année à Leipzig à l'occasion du treizième dimanche après la Trinité qui tombe cette année le 3 septembre. Pour cette destination liturgique, deux autres cantates ont franchi le seuil de la postérité : les BWV 77 et 164. Cette même année, Bach compose un cycle de cantates chorales entamé le premier dimanche après la Trinité de 1724. Les lectures prescrites pour le jour sont épître aux Galates 3: 15-22, l'enseignement de Paul sur la loi et la promesse, et l'évangile selon Luc 10: 23-37. la parabole du bon Samaritain.
On ne connaît pas les auteurs des textes à l'exception des mouvements d'ouverture et de clôture pour lesquels Bach utilisa les versets 1 et 4 du psaume original de Konrad Hubert, publié à Nüremberg en 1540 avec une quatrième strophe. Chacune des strophes se compose de neuf vers. pour le texte de la cantate, un poète inconnu a conservé intacte les paroles des première et quatrième strophes pour les premier et sixième mouvement. Il a transcrit les idées des strophes intermédiaires, chacune dans une séquence de récitatifs et d'arias. En raison de la division de chaque strophe en deux mouvements, la paraphrase est plus indépendante de l'original que pour les cantates précédente du cycle, la dernière étant Herr Jesu Christ, du höchstes Gut, BWV 113,. Le cantique, qui se concentre sur le pécheur demandant sa rédemption à Jésus, n'est lié à l’évangile que de façon assez générale. Le poète revient à l'évangile dans le quatrième mouvement, Gib mir nur aus Barmherzigkeit / den wahren Christenglauben (« De ta miséricorde accorde-moi / la vraie foi chrétienne »), s'adressant à Dieu comme au vrai « Bon Samaritain », ainsi que dans le cinquième mouvement, Gib, daß ich aus reinem Triebe / als mich selbst den Nächsten liebe (« Fais que ma plus pure impulsion soit / d'aimer mon prochain comme moi-même »), qui est une reprise du vers central de la parabole. Le poète se réfère également à d'autres passages de la Bible, dans le deuxième mouvement au livre de Job, 9:3, ainsi que dans le quatrième mouvement au livre des psaumes 51:13 : « Alors j'enseignerai ton chemin aux transgresseurs et les pêcheurs se convertiront à toi » et à l'épître aux Galates 5:6 : « Alors j'enseignerai ton chemin aux transgresseurs et les pêcheurs se convertiront à toi ».
La mélodie du choral Allein zu dir, Herr Jesu Christ (Zahn 7292b) dont l'auteur est inconnu se trouve pour la première fois dans une édition de 1541 à Wittemberg. Elle est très souvent utilisée du temps de Bach, par Sethus Calvisius et Michael Prætorius par exemple,. Selon Klaus Hofmann, elle est composée en 1512 pour un chant profane de Paul Hofhaimer. Dans la cantate, Bach emploie la mélodie comme fantaisie chorale à part entière dans le premier mouvement et dans le choral de clôture, alors qu'il y fait allusion dans le cinquième mouvement qui est un duo.
Bach inaugure la cantate le 3 septembre 1724.

## Structure et instrumentation
La cantate est écrite pour deux hautbois, deux violons, alto, basse continue, trois solistes vocaux (alto, ténor, basse) et chœur à quatre voix.
Il y a six mouvements :
1. chœur : Allein zu dir, Herr Jesu Christ
2. récitatif: (basse) : Mein Gott und Richter
3. aria (alto) : Wie furchtsam wankten meine Schritte
4. récitatif (ténor) : Mein Gott, verwirf mich nicht
5. aria (duo ténor et basse): Gott, der du die Liebe heißt
6. choral : Ehr sei Gott in dem höchsten Thron

## Musique
Au cours de sa première année à Leipzig, Bach a composé pour la même occasion la cantate Du sollt Gott, deinen Herren, lieben, BWV 77, qui s'ouvre avec un chœur sur l'importance de la loi de laquelle, selon le parallèle de l'évangile selon Matthieu 22:34–40, « dépendent toute la loi et les prophètes » : « Tu aimeras Dieu, ton Seigneur, de tout ton cœur, de toute ton âme, de toute ta force et de tout ton esprit, et ton prochain comme toi-même ».
Le chœur d'ouverture de Allein zu dir, Herr Jesu Christ est une fantaisie chorale dans laquelle le cantus firmus est attribué au soprano, les voix graves chantant la plupart du temps en homophonie mais occasionnellement en polyphonie, et en vaste ritournelles encadrant les neuf vers du cantique,. John Eliot Gardiner note « la finesse de la pierre précieuse et le rendu choral du cantique de neuf vers de Konrad Hubert, sont en danger constant d'être éclipsés par la beauté ornée de sa version orchestrale, énergique dans sa propulsion vers l'avant, son invention motivique et son développement proto-symphonique, avec ses neuf ritournelles instrumentales, allant de 5  à   24 mesures ».
Dans l'aria de l'alto du troisième mouvement, Wie furchtsam wankten meine Schritte (« Combien étaient craintifs mes pas chancelants »), la crainte est exprimée par les violons en sourdine et les pizzicato des autres cordes, tandis que les pas chancelants apparaissent en vers syncopés. Gardiner note la similitude de l'aria avec celle de l'aria soprano Wie zittern und wanken der Sünder Gedanken (« Combien tremblent et vacillent les pensées du pécheur ») dans la cantate Herr, gehe nicht ins Gericht mit deinem Knecht, BWV 105, composée pour le neuvième dimanche après la Trinité de l'année précédente. Le cinquième mouvement, un duo du ténor et de la basse Gott, der du die Liebe heißt (« Dieu, dont le nom est amour »), dépeint l'amour de Dieu en « parallèles de tierces et de sixtes qui résonnent de façon presque naïve », les consonances à « l'unanimité de mouvement » est une image d'unité qui est comprise par le public de l'époque. En revanche, Bach dispose les mots stören Feinde meine Ruh (« si les ennemis devaient troubler ma paix ») en un mouvement syncopé animé et la « paix » en longues notes. Le choral de clôture est une disposition en quatre parties de la mélodie, avec une riche mise en valeur des mots dem Vater aller Güte ... der uns allzeit behüte (« le père de toute bonté ... qui en permanence peut nous préserver  ») et in der Ewigkeit (« dans l'éternité »), décrits par Gardiner comme « un admirable enchevêtrement mélismatique des quatre lignes vocales en points cadencés ».